# Стротман, Кевин
Ке́вин Йоханнес Виллем Стро́тман (нидерл. Kevin Johannes Willem Strootman; род. 13 февраля 1990[…], Риддеркерк, Южная Голландия) — нидерландский футболист, полузащитник. Выступал за сборную Нидерландов.

## Карьера

### Клубная
Карьеру Кевин начинал в роттердамской «Спарте», его первые сезоны оказались очень успешными, и позже он перешёл в «Утрехт». В «Утрехте» провёл достаточно короткий срок, так как там его заметили селекционеры ПСВ. 28 июня 2011 года подписал контракт с ПСВ.
В 2013 году перешёл в «Рому» Контракт с игроком рассчитан на пять лет. Официальный сайт римлян опубликовал финансовые условия сделки — сумма перехода составила € 16,5 млн, при этом ещё € 3,5 млн клуб из Эйндховена может получить в качестве бонуса, если футболист добьётся определённых целей. 1 сентября 2013 года дебютировал за «Рому» в матче 2-го тура чемпионата Италии 2013/14 дома против «Эллас Вероны» (вышел в основном составе и на 87-й минуте был заменён на Родриго Таддеи). 16 сентября 2013 года в гостевом матче 3-го тура серии А 2013/14 против «Пармы» открыл счёт своим голам за «giallorossi» (на 85-й минуте реализовал пенальти за фол Маттия Кассани на Жервиньо).
В марте 2014 года в матче против «Наполи» получил серьёзную травму — порвал связки колена, повредил мениск и медиальные связки на внутренней стороне коленного сустава и выбыл на продолжительный срок, в результате чего пропустил концовку чемпионата Италии и чемпионат мира. Стротман вернулся на поле в ноябре 2014 года в игре против «Торино», и появились слухи о его переходе в «Манчестер Юнайтед» уже в январе 2015 года, однако уже в конце января 2015 года в матче с «Фиорентиной» Стротман получил очередную травму колена и выбыл до конца сезона.
В июле 2021 года был арендован «Кальяри» до 30 июня 2022 гола с возможностью продления ещё на год. 6 июля 2023 года на правах свободного агента перешёл в «Дженоа». 18 октября 2024 года объявил о завершении карьеры.

### В сборной
Играл за все возрастные команды сборной Нидерландов, после чего был вызван в основную сборную.

## Статистика

### Матчи Стротмана за сборную Нидерландов
| Матчи Стротмана за сборную Нидерландов | Матчи Стротмана за сборную Нидерландов | Матчи Стротмана за сборную Нидерландов | Матчи Стротмана за сборную Нидерландов | Матчи Стротмана за сборную Нидерландов | Матчи Стротмана за сборную Нидерландов |
| -------------------------------------- | -------------------------------------- | -------------------------------------- | -------------------------------------- | -------------------------------------- | -------------------------------------- |
| №                                      | Дата                                   | Соперник                               | Счёт                                   | Голы Стротмана                         | Соревнование                           |
| 1                                      | 9 февраля 2011                         | Австрия                                | 3:1                                    | —                                      | Товарищеский матч                      |
| 2                                      | 25 марта 2011                          | Венгрия                                | 4:0                                    | —                                      | Чемпионат Европы 2012 (отбор)          |
| 3                                      | 4 июня 2011                            | Бразилия                               | 0:0                                    | —                                      | Товарищеский матч                      |
| 4                                      | 8 июня 2011                            | Уругвай                                | 1:1                                    | —                                      | Кубок Конфратернидад 2011              |
| 5                                      | 2 сентября 2011                        | Сан-Марино                             | 11:0                                   | —                                      | Чемпионат Европы 2012 (отбор)          |
| 6                                      | 6 сентября 2011                        | Финляндия                              | 2:0                                    | 1                                      | Чемпионат Европы 2012 (отбор)          |
| 7                                      | 7 октября 2011                         | Молдова                                | 1:0                                    | —                                      | Чемпионат Европы 2012 (отбор)          |
| 8                                      | 11 октября 2011                        | Швеция                                 | 2:3                                    | —                                      | Чемпионат Европы 2012 (отбор)          |
| 9                                      | 11 ноября 2011                         | Швейцария                              | 0:0                                    | —                                      | Товарищеский матч                      |
| 10                                     | 15 ноября 2011                         | Германия                               | 0:3                                    | —                                      | Товарищеский матч                      |
| 11                                     | 26 мая 2012                            | Болгария                               | 1:2                                    | —                                      | Товарищеский матч                      |
| 12                                     | 7 сентября 2012                        | Турция                                 | 2:0                                    | —                                      | Чемпионат мира 2014 (отбор)            |
| 13                                     | 11 сентября 2012                       | Венгрия                                | 4:1                                    | —                                      | Чемпионат мира 2014 (отбор)            |
| 14                                     | 12 октября 2012                        | Андорра                                | 3:0                                    | —                                      | Чемпионат мира 2014 (отбор)            |
| 15                                     | 16 октября 2012                        | Румыния                                | 4:1                                    | —                                      | Чемпионат мира 2014 (отбор)            |
| 16                                     | 6 февраля 2013                         | Италия                                 | 1:1                                    | —                                      | Товарищеский матч                      |
| 17                                     | 22 марта 2013                          | Эстония                                | 3:0                                    | —                                      | Чемпионат мира 2014 (отбор)            |
| 18                                     | 26 марта 2013                          | Румыния                                | 4:0                                    | —                                      | Чемпионат мира 2014 (отбор)            |
| 19                                     | 14 августа 2013                        | Португалия                             | 1:1                                    | 1                                      | Товарищеский матч                      |
| 20                                     | 6 сентября 2013                        | Эстония                                | 2:2                                    | —                                      | Чемпионат мира 2014 (отбор)            |
| 21                                     | 10 сентября 2013                       | Андорра                                | 2:0                                    | —                                      | Чемпионат мира 2014 (отбор)            |
| 22                                     | 11 октября 2013                        | Венгрия                                | 8:1                                    | 1                                      | Чемпионат мира 2014 (отбор)            |
| 23                                     | 16 ноября 2013                         | Япония                                 | 2:2                                    | —                                      | Товарищеский матч                      |
| 24                                     | 19 ноября 2013                         | Колумбия                               | 0:0                                    | —                                      | Товарищеский матч                      |
| 25                                     | 5 марта 2014                           | Франция                                | 0:2                                    | —                                      | Товарищеский матч                      |
| 26                                     | 27 мая 2016                            | Ирландия                               | 1:1                                    | —                                      | Товарищеский матч                      |
| 27                                     | 1 июня 2016                            | Польша                                 | 2:1                                    | —                                      | Товарищеский матч                      |
| 28                                     | 4 июня 2016                            | Австрия                                | 2:0                                    | —                                      | Товарищеский матч                      |
| 29                                     | 1 сентября 2016                        | Греция                                 | 1:2                                    | —                                      | Товарищеский матч                      |
| 30                                     | 6 сентября 2016                        | Швеция                                 | 1:1                                    | —                                      | Чемпионат мира 2018 (отбор)            |
| 31                                     | 7 октября 2016                         | Беларусь                               | 4:1                                    | —                                      | Чемпионат мира 2018 (отбор)            |
| 32                                     | 10 октября 2016                        | Франция                                | 0:1                                    | —                                      | Чемпионат мира 2018 (отбор)            |
| 33                                     | 25 марта 2017                          | Болгария                               | 0:2                                    | —                                      | Чемпионат мира 2018 (отбор)            |
| 34                                     | 28 марта 2017                          | Италия                                 | 1:2                                    | —                                      | Товарищеский матч                      |
| 35                                     | 4 июня 2017                            | Кот-д’Ивуар                            | 5:0                                    | —                                      | Товарищеский матч                      |
| 36                                     | 9 июня 2017                            | Люксембург                             | 5:0                                    | —                                      | Чемпионат мира 2018 (отбор)            |
| 37                                     | 31 августа 2017                        | Франция                                | 0:4                                    | —                                      | Чемпионат мира 2018 (отбор)            |
| 38                                     | 9 ноября 2017                          | Шотландия                              | 1:0                                    | —                                      | Товарищеский матч                      |
| 39                                     | 14 ноября 2017                         | Румыния                                | 3:0                                    | —                                      | Товарищеский матч                      |
| 40                                     | 23 марта 2018                          | Англия                                 | 0:1                                    | —                                      | Товарищеский матч                      |
| 41                                     | 31 мая 2018                            | Словакия                               | 1:1                                    | —                                      | Товарищеский матч                      |
| 42                                     | 6 сентября 2018                        | Перу                                   | 2:1                                    | —                                      | Товарищеский матч                      |
| 43                                     | 16 октября 2018                        | Бельгия                                | 1:1                                    | —                                      | Товарищеский матч                      |
| 44                                     | 6 июня 2019                            | Англия                                 | 3:1                                    | —                                      | Лига наций УЕФА 2018/2019              |
| 45                                     | 9 сентября 2019                        | Эстония                                | 4:0                                    | —                                      | Чемпионат Европы 2020 (отбор)          |
| 46                                     | 19 ноября 2019                         | Эстония                                | 5:0                                    | —                                      | Чемпионат Европы 2020 (отбор)          |

Итого: 46 матчей / 3 гола; 24 победы, 12 ничьих, 10 поражений.

## Достижения
ПСВ
- Обладатель Кубка Нидерландов: 2011/12
- Обладатель Суперкубка Нидерландов: 2012